# کیم مین سو (بازیگر، زاده ۲۰۰۹)
کیم مین سو (کره‌ای: 김민서؛ زادهٔ ۱۸ آوریل ۲۰۰۹) بازیگر و مدل اهل کره جنوبی است. کیم به خاطر ایفای نقش در دهکده ساحلی چاچاچا (۲۰۲۱) و نیروهای امداد (۲۰۲۲) شناخته می‌شود. علاوه بر این، کیم به عنوان مدل در تبلیغات گوناگونی حضور پیدا کرده است.